# 白细胞介素-2
白细胞介素2 (英語：Interleukin 2，IL-2)是细胞因子中白细胞介素的一种，在免疫系统中起重要作用。它是一种蛋白质，负责调节白血球（白细胞，通常是淋巴细胞）的免疫活性。 IL-2的生成是机体受微生物感染时免疫应答的一部分，以区别“自己”与“非己”。IL-2通过与淋巴细胞表面的IL-2受体结合来发挥作用。

## 信号通路
IL-2是拥有四个α螺旋束的细胞因子家族的一员，这一家族包括IL-4、IL-7、IL-9、IL-15和IL-21。IL-2的信号通过与之结合的IL-2受体传导到胞内，IL-2受体是由α、β、γ三条链组成的异聚体，其中γ链为本家族所有IL的受体共有。
当IL-2受体α亚基（IL-2RA）单独存在时， 其与配体的亲和力只有完整的IL-2受体（包含了β、γ亚基）的百分之一，β和γ亚基的参与对IL-2R参与T细胞的信号转导是必要的。

## 历史

### 发现
作为免疫系统的一种水溶性分子，白细胞介素2是第一种被发现并被克隆的白细胞介素，其对应受体也是第一个被克隆并被解析结构的I型细胞因子受体。:712
在1960年代中期，有研究报道了白细胞条件培养基中有促进淋巴细胞增殖的“活性因子”:16。在1970年代中期，又发现了正常的人骨髓细胞可在某种条件性培养基中选择性的使T细胞扩增，此条件性培养基用由植物血凝素刺激人正常淋巴细胞而来:712。这其中的关键因子被称为白细胞介素2，源自鼠细胞的白细胞介素2于1979年分离纯化，人细胞源的分离纯化于1980年。在多个实验室的激烈竞争中，人IL-2基因最终在1982年被克隆:76。

### 应用
IL-2的促免疫活性使得其在20世纪八九十年代成为一种有希望进入医药市场的免疫增强药物。在1983年，Cetus公司制得了修饰重组的人IL-2蛋白（去掉了氨基端的丙氨酸，125号位的丝氨酸换为半胱氨酸）并冠以商品名Aldesleukin（后期改为Proleukin）:76–77:201。此后，安进公司也进入了这一领域，制得了自己的重组/突变蛋白，很快两家公司就对簿公堂，Cetus最终赢得了专利诉讼将安进逐出了此领域:151。在1990年，Cetus的aldesleukin获得了九个欧洲国家的批准，但是在同年，美国食品药品监督管理局（FDA）拒绝了Cetus的aldesleukin上市申请。这一失利导致了Cetus公司的破产，并于1991年被Chiron公司收购。此后，Chiron公司继续开发IL-2，并在1992年以Proleukin为商品名获得了FDA的批准，用以治疗转移性的肾细胞癌。
截止1993年，Proleukin仍是唯一获得批准的IL-2药物，但此时罗氏公司也开发了自己的修饰的IL-2（在氨基端增加了甲硫氨酸）商品名为teceleukin，Glaxo公司也发展的新药bioleukin，在氨基端增加了甲硫氨酸，125号残基替换为丙氨酸。此后，又有数十种基于IL-2及联合其它免疫因子的病人血细胞刺激回输方法被开发出来。